# グリニッジ区
グリニッジ王室特別区（グリニッジおうしつとくべつく、英: Royal Borough of Greenwich）は、イングランドのロンドン南東部にあるロンドン自治区。区名は歴史的な町であるグリニッジに由来する。1888年に南東部ケント州から分離して現在のグリニッジやルイシャム区などがロンドンに編入された。1965年に1963年ロンドン政府法の規定に基づき、グリニッジ首都自治区とウーリッジ首都自治区の一部が合併して、グリニッジ・ロンドン自治区 (London Borough of Greenwich) が発足した。区役所と区議会議場は中心市街地のウーリッジに所在する。
グリニッジは伝統的な本初子午線上に位置する地として世界的に有名であり、協定世界時 (UTC) の元になった。区の西部にあるグリニッジとグリニッジ天文台を通る本初子午線（グリニッジ子午線）は、グリニッジ平均時 (GMT) の起点に指定され、かつては全世界の時刻の基準とされた。
2012年に開催されたロンドンオリンピックでは、競技会場を提供する6つのホスト区のうちの一つであった。
同2012年、エリザベス2世の女王在任60周年記念祭「女王エリザベス2世のダイヤモンド・ジュビリー」を記念し、英国王室との歴史的なつながりがあること、及び本初子午線誕生の地としてユネスコの世界文化遺産登録地の地位にあることを理由に、2012年2月3日をもってグリニッジ区は4つ目の王室特別区となった。

## 地理
テムズ川を挟み北側は西から東へ順にタワーハムレッツ区、ニューアム区、バーキング・アンド・ダゲナム区となる。
区の西部はルイシャム区、南部はブロムリー区、東部はベクスリー区となり、南部東部方面を行くとケント州になる。

## 地区

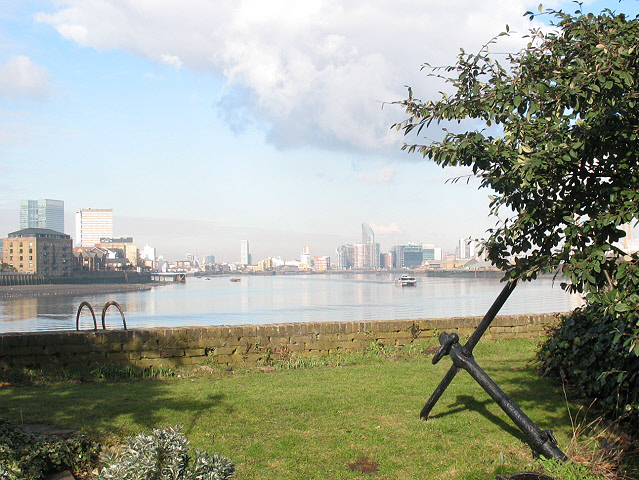
グリニッジから見るテムズ川東側下流。右側グリニッジ半島 (Greenwich Peninsula) の西側たもと バラスト河岸 (Ballast Quay) からみる対岸ドックランズ界隈、2009年2月

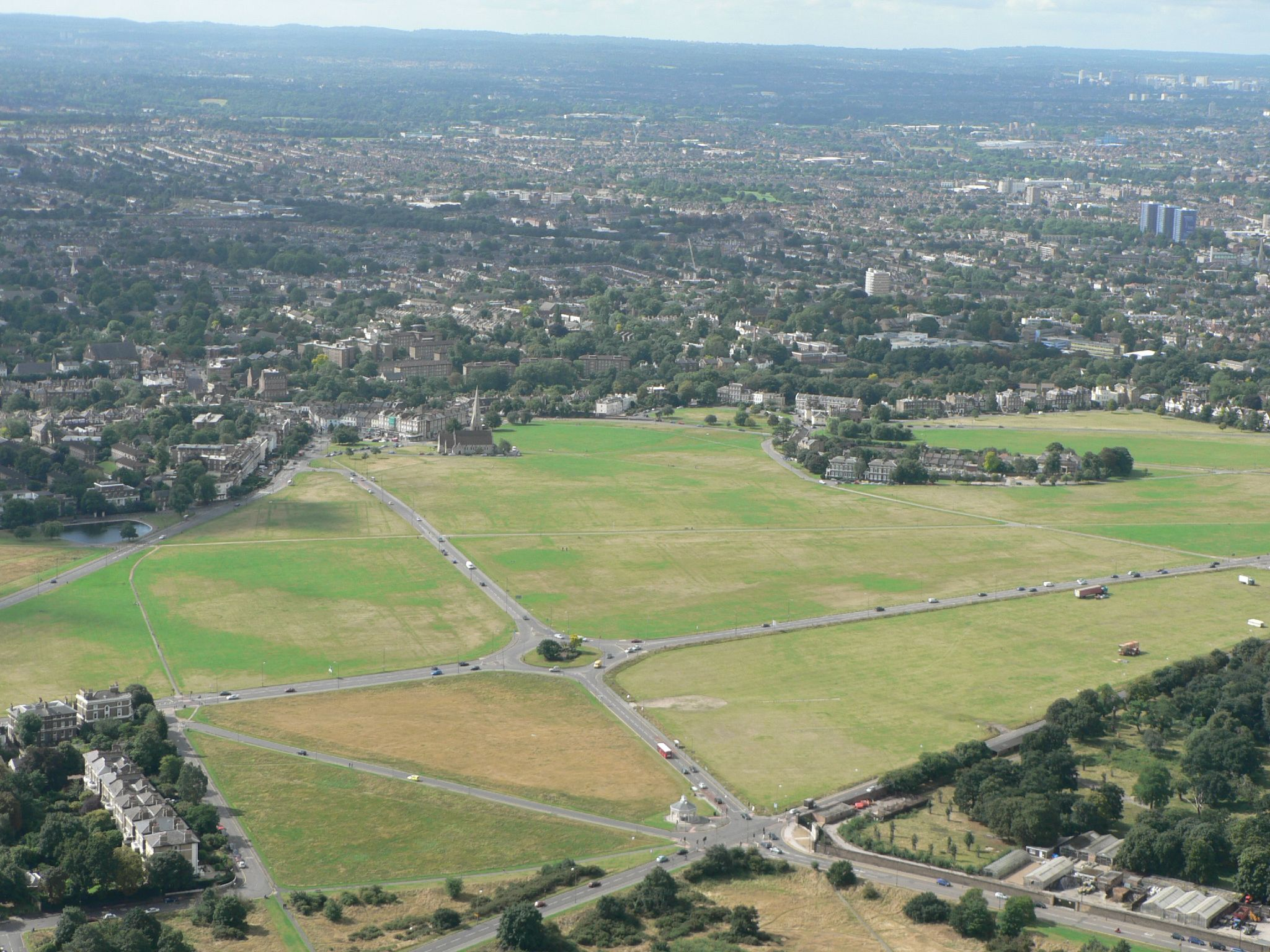
ブラックヒースのヒース、2008年8月

- アビー・ウッド（英語版） – 一部はベクスリー区になる。
- エイヴリ・ヒル（英語版）
- ブラックヒース（英語版） – 北側の一部はルイシャム区になる。
- チャールトン（英語版）
- コールドハーバー（英語版）
- デットフォード（英語版） – デットフォード・セント・ニコラス（英語版）小教区はグリニッジ区内に、残りの南側デットフォード・セント・ポール（英語版）小教区はルイシャム区になる。
- エルタム（英語版）
- ホーン・パーク（英語版）
- グリニッジ（英語版）
- グリニッジ・ペニンシュラ（英語版）
- キッドブルック（英語版）
- リー（英語版） – 一部はルイシャム区になる。
- モッティンガム（英語版） – 一部はブロムリー区になる。
- ニュー・チャールトン（英語版）
- ニュー・エルタム（英語版）
- プラムステッド（英語版）
- シューターズ・ヒル（英語版）
- テムズミード（英語版） – 中央と東側はベクスリー区になる。
- ウェル・ホール（英語版）
- ウェストコム・パーク（英語版）
- ウーリッジ（英語版）

## 経済
観光業の比重が年々高まり、2015年にはおよそ1850万人の来区客が期待された。同年には、インターコンチネンタルホテルが下記ザ・O2アリーナ周辺に開業し、2017年にはロンドン初のクルーズ船が就航した。
グリニッジやグリニッジ・パークにある多くの美術館や歴史的建物とは別に、主要観光地は、カティ・サーク 、ザ・O2アリーナ、エミレーツ航空のケーブルカー (エミレーツ・エア・ライン)、人気のエルタム宮殿、ジェイムズ1世建築様式のチャールトン・ハウスのほか、テムズ防潮堤などとなる。さらにウーリッジの王立武器庫も2015年から観光プロモーションを開始した。

## スポーツ
2012年に開催されたロンドンオリンピックでは、競技会場を提供する6つのホスト区のうちの一つとして、それぞれ区内にある王立砲兵隊兵舎で射撃競技、グリニッジ・パークで馬術競技、The O2（旧ミレニアム・ドーム）で体操競技とバスケットボール競技が行われた。
また、プロサッカークラブチャールトン・アスレティックFCの本拠地でもある。

## 関係者
出身者
- チャールズ・ゴードン（軍人、常勝軍やマフディーの乱での英軍指揮官） – ウーリッジ出身
- ボブ・ホープ（米国で活躍したコメディアン俳優） – 1903年、エルタム生まれ。同地 (44, Craigton Road, Eltham) にブルー・プラークが掲示されている。
- ヴァネッサ・レッドグレイヴ（女優） – ブラックヒース出身
- ケイト・ブッシュ（歌手、シンガーソングライター） – エルタム出身

居住その他ゆかりある人物
- ロバート・デヴァルー (第3代エセックス伯) – 第一次イングランド内戦でニューモデル軍登場までの議会軍総司令官。エルタム宮殿（英語版）を占拠。まもなく脳卒中にて当地、もしくは対岸ウェストミンスターにあったエセックス・ハウス（英語版）にて死去。
- イーディス・ネズビット（18-19世紀前半の女性児童文学作家） – サリー州（現ランベス区）ケニントン界隈生まれ。当時ケント州のチェルスフィールド（英語版）（現ブロムリー区）やエルタムなどに居住（en:Chelsfield#Notable residents, en:Eltham#Notable residents 参照）。